# Lal Kalindra Singh
Lal Kalindra Singh (Hindi लाल कलिन्द्र सिंह IAST Lāl Kalindra Siṃh, * 1863 in Jagdalpur; † im Gefängnis von Elichpur) war Angehöriger der Herrscherfamilie des indischen Fürstenstaates Bastar. Nach seiner Absetzung als Diwan war er der Anstifter des Bhumkal-Aufstands von 1910.

## Leben
Lal Kalindra Singh war Sohn von Mahipal Deo, dem Raja von Bastar in der 17. Generation. Sein lepröser Stiefbruder Bhairam Deo (regierte 1853 bis 1891) hatte einen Sohn Rudra Pratap Deo (regierte 1891 bis 1922), dessen Thronbesteigung 1908 bei Volljährigkeit erfolgte.
Mit seiner Frau Rukmini Bai († 27. November 1928) hatte er eine Tochter Suryakumari, die später den Herrscher des Staates Puwayan heiratete.
Das Amt des Diwan von Bastar wurde üblicherweise von einem Mitglied der Herrscherfamilie ausgeübt. Während der Minderjährigkeit des Rajas stand der Staat unter dem Court of Wards, de facto also unter direkter britischer Herrschaft. Kalindra Singh wurde kurz nach der Thronbesteigung seines Neffen, unter dem Vorwurf, er habe einen seiner Freunde töten lassen, aus dem Amt entlassen. Ursächlich war wohl eine Intrige von Jugraj Kaur, einer der drei Frauen des Raja.
Kalindra Singh verbündete sich daraufhin mit der Rani Subran Kaur, des verstorbenen Rajas zweiter Frau und Kunwar Bahadur Singh, einem Cousin zur linken Hand. Am 22. Oktober des Jahres 1909 nutzte er die jährliche Dussehra-Versammlung, um einflussreiche Dorfvorsteher (majhi) auf seine Seite zu ziehen. Die nächsten Monate wirkte er im Hintergrund auf einen Aufstand der Tribals im Staat hin, die bereits wegen der Einflüsse des kolonialen Wirtschaftssystems und einiger Maßnahmen seines korrupten Amtsnachfolgers Panda Baijnat unzufrieden waren.
Während der Hungersnot 1900 erließ er, ähnlich wie die beiden Ranis, vorbildlicherweise seinen Untertanen und spendete 2 Rs. pro „Pflug“ zum Kauf von Getreide.
Der als Bhumkal bekannte Aufstand vom Februar 1910 wurde von den Kolonialherren mit ihren überlegenen Waffen niedergeschlagen. Am 26. Februar wurde Lal Kalindra Singh verhaftet. Er wurde ohne Gerichtsverhandlung im Gefängnis von Raipur inhaftiert, wo er für seinen Unterhalt monatlich 36 Rs. 11′ erhielt. Später wurde er ins Gefängnis von Elichpur (heute: Achalpur, Maharashtra) gebracht, wo er starb.